# Слєсар Людмила Трохимівна
Людмила Трохимівна Слєсар (Слюсар) (1935, село Пальмирівка, тепер П'ятихатського району Дніпропетровської області — ?) — українська радянська діячка, новатор сільськогосподарського виробництва, свинарка і завідувачка ферми колгоспу «Україна» П'ятихатського району Дніпропетровської області. Депутат Верховної Ради УРСР 7—8-го скликань.

## Біографія
Народилася у родині директора школи села Пальмирове (Пальмирівки) і колгоспниці-свинарки. Батько загинув на фронтах Другої світової війни.
Закінчила середню школу.
З 1955 року — колгоспниця рільничої бригади, з 1960 року — свинарка колгоспу «Україна» села Пальмирове (Пальмирівки) П'ятихатського району Дніпропетровської області. За сім років виростила і здала державі понад 3 тисячі поросят.
На 1971 рік — завідувачка свиноферми колгоспу «Україна» села Пальмирівки П'ятихатського району Дніпропетровської області.

## Нагороди
- орден Леніна
- орден Трудового Червоного Прапора (1966)
- медалі